# Karol Kučera
Karol Kučera (Bratislava, Txecoslovàquia, 4 de març de 1974) és un extennista eslovac.
Va guanyar un total de 6 títols individuals i el millor resultat en un Grand Slam fou les semifinals en l'Open d'Austràlia (1998). Aquest mateix any va aconseguir el millor rànquing de la seva carrera, el número 6 al setembre.

## Palmarès

### Individual: 12 (6−6)
| Llegenda (pre/post 2009)                                 |
| -------------------------------------------------------- |
| Grand Slams (0−0)                                        |
| Tennis Masters Cup / ATP Finals (0−0)                    |
| ATP Masters Series / ATP World Tour Masters 1000 (0−0)   |
| ATP International Series Gold / ATP World Tour 500 (1−3) |
| ATP International Series / ATP World Tour 250 (5−3)      |

| Títols per superfície |
| --------------------- |
| Dura (3−1)            |
| Gespa (1−1)           |
| Terra batuda (0−3)    |
| Moqueta (2−1)         |

| Resultat  | Núm. | Data                 | Torneig                         | Superfície   | Oponent             | Marcador                       |
| --------- | ---- | -------------------- | ------------------------------- | ------------ | ------------------- | ------------------------------ |
| Finalista | 1.   | 29 d'agost de 1994   | Umag, Croàcia                   | Terra batuda | Alberto Berasategui | 2−6, 4−6                       |
| Guanyador | 1.   | 12 de juny de 1995   | 's-Hertogenbosch, Països Baixos | Gespa        | Anders Järryd       | 7−6(7), 7−6(4)                 |
| Guanyador | 2.   | 13 d'octubre de 1997 | Ostrava, República Txeca        | Moqueta (i)  | Magnus Norman       | 6−2, retirada                  |
| Finalista | 2.   | 23 de juny de 1997   | Nottingham, Regne Unit          | Gespa        | Greg Rusedski       | 4−6, 5−7                       |
| Finalista | 3.   | 23 de juny de 1997   | Stuttgart, Alemanya             | Terra batuda | Àlex Corretja       | 2−6, 6−7(5)                    |
| Guanyador | 3.   | 12 de gener de 1998  | Sydney, Austràlia               | Dura         | Tim Henman          | 7−5, 6−2                       |
| Finalista | 4.   | 27 de juliol de 1998 | Stuttgart                       | Terra batuda | Gustavo Kuerten     | 6−4, 2−6, 4−6                  |
| Finalista | 5.   | 19 d'octubre de 1998 | Viena, Àustria                  | Moqueta (i)  | Pete Sampras        | 3−6, 6−7(3), 1−6               |
| Guanyador | 4.   | 17 d'agost de 1998   | New Haven, Estats Units         | Dura         | Goran Ivanišević    | 6−4, 5−7, 6−2                  |
| Guanyador | 5.   | 4 d'octubre de 1999  | Basilea, Suïssa                 | Moqueta (i)  | Tim Henman          | 6−4, 7−6(10), 4−6, 4−6, 7−6(2) |
| Finalista | 6.   | 5 de gener de 2003   | Chennai, Índia                  | Dura         | Paradorn Srichaphan | 3−6, 1−6                       |
| Guanyador | 6.   | 24 de febrer de 2003 | Copenhagen, Dinamarca           | Dura (i)     | Olivier Rochus      | 7−6(4), 6−4                    |

### Dobles masculins: 4 (0−4)
| Llegenda (pre/post 2009)                                 |
| -------------------------------------------------------- |
| Grand Slams (0−0)                                        |
| Tennis Masters Cup / ATP Finals (0−0)                    |
| ATP Masters Series / ATP World Tour Masters 1000 (0−0)   |
| ATP International Series Gold / ATP World Tour 500 (0−0) |
| ATP International Series / ATP World Tour 250 (0−4)      |

| Títols per superfície |
| --------------------- |
| Dura (0−0)            |
| Gespa (0−0)           |
| Terra batuda (0−3)    |
| Moqueta (0−1)         |

| Resultat  | Núm. | Data                 | Torneig                  | Superfície   | Parella        | Oponents                         | Marcador |
| --------- | ---- | -------------------- | ------------------------ | ------------ | -------------- | -------------------------------- | -------- |
| Finalista | 1.   | 29 d'agost de 1994   | Umag, Croàcia            | Terra batuda | Paul Wekesa    | Diego Pérez Francisco Roig       | 2−6, 4−6 |
| Finalista | 2.   | 21 d'octubre de 1996 | Ostrava, República Txeca | Moqueta (i)  | Jan Kroslak    | Sandon Stolle Cyril Suk          | 6−7, 3−6 |
| Finalista | 3.   | 21 de juliol de 1997 | Umag (2)                 | Terra batuda | Dominik Hrbaty | Dinu Pescariu Davide Sanguinetti | 6−7, 4−6 |
| Finalista | 4.   | 10 d'agost de 1998   | Amsterdam, Països Baixos | Terra batuda | Dominik Hrbaty | Jacco Eltingh Paul Haarhuis      | 3−6, 2−6 |

## Trajectòria

### Individual
| Open d'Austràlia | A   | A   | A  | 1R | 3R | 2R | SF | QF | 1R | 1R  | 2R | 2R | 2R | A   | 0 / 10 | 15–10 |
| Roland Garros | A   | 1R  | 2R | 1R | 3R | 1R | 1R | 1R | 3R | A   | 1R | 1R | 2R | A   | 0 / 11 | 6–11  |
| Wimbledon | A   | A   | 1R | 2R | 3R | 1R | 1R | 4R | 2R | A   | A  | 3R | 2R | 2R  | 0 / 10 | 11–10 |
| US Open | A   | A   | 1R | 1R | 1R | 1R | QF | A  | 1R | A   | 2R | 3R | 2R | 2R  | 0 / 10 | 9–10  |
| Rànquing a final d'any | 210 | 159 | 54 | 79 | 63 | 24 | 8  | 17 | 73 | 101 | 83 | 40 | 91 | 310 |        |       |
| Llegenda: G: Guanyador; F: Finalista; SF: Semifinalista; QF: Quarts de final; Q: Qualificació; A: Absent; RR: Round Robin |     |     |    |    |    |    |    |    |    |     |    |    |    |     |        |       |